# Borbás Máté
Borbás Máté (Szeged, 1916. január 22. – Budapest, 1991. július 24.) katonatiszt, a Zrínyi Miklós Nemzetvédelmi Egyetem „Pro Militum Artibus” kitüntetettje.
1949-től őrnagy, majd alezredes (1951). 1952-ben léptetik elő ezredessé, 1954-ben pedig vezérőrnaggyá. A 6 hónapos Törzstiszti tanfolyam (1948–1949) és a leningrádi egyéves „Magasabb tüzértanfolyam” (1949–1950) elvégzése után az Magyar Néphadsereg tüzérparancsnokának törzsfőnöke (1951–1953), majd tüzérparancsnok (1953–1955). A moszkvai „Vorosilov” Vezérkari Akadémia hallgatója 1955 és 1957 között. Uszta Gyula vezérőrnagy 1956. november 14-én kelt 02. számú hadseregparancsnoki parancsában megbízta a Zrínyi Miklós Katonai Akadémia parancsnoki teendőinek ellátásával. Irányításával alakult meg a 2. honvéd karhatalmi ezred Budapesten – melynek később parancsnoka lett –, s amely a VIII–X. és XVIII–XX. kerületekben látott el szolgálatot. 1958 és 1961 között Országos Légvédelmi Parancsnokság (OLP) parancsnoka, ezt követően, 1961-től 1969-ig a Zrínyi Miklós Katonai Akadémia parancsnoka, majd a kiképzési főcsoportfőnök testnevelési és sportügyeket felügyelő helyettese (1969–1971).